# Keskimmäinen (klippa)
Keskimmäinen är en ö i Finland. Den ligger i Finska viken och i kommunen Kotka i den ekonomiska regionen  Kotka-Fredrikshamn i landskapet Kymmenedalen, i den södra delen av landet. Ön ligger omkring 30 kilometer sydöst om Kotka och omkring 130 kilometer öster om Helsingfors.
Öns area är 3 hektar och dess största längd är 280 meter i nord-sydlig riktning.